# Natalia Bestemianova
Natalia Filimonovna Bestemianova (en russe : Наталья Филимоновна Бестемьянова) (née le 6 janvier 1960 à Moscou en Russie), est une patineuse artistique soviétique de danse sur glace. Avec son partenaire Andreï Boukine, elle a été championne olympique en 1988 à Calgary, quadruple championne du monde (1985-1986-1987-1988) et quintuple championne d'Europe (1983-1985-1986-1987-1988).

## Biographie

### Carrière sportive
Elle commence le patinage dès l'âge de 5 ans. Patineuse artistique, elle commence la danse sur glace à partir de 1977 alors qu'elle a 17 ans. Son partenaire de danse est Andreï Boukine. Entraînée par Tatiana Tarassova, le couple va progresser régulièrement dans la hiérarchie mondiale :
- 1979: Premiers championnats du monde
- 1980: Premiers championnats d'Europe
- 1981: Première médaille mondiale (le bronze)
- 1982: Premières médailles d'argent européenne et mondiale
- 1983: Première médaille d'or européenne
- 1984: Première médaille olympique aux jeux d'hiver de Sarajevo (l'argent)
- 1985: Première médaille d'or mondiale
- 1988: Médaille d'or olympique aux jeux d'hiver de Calgary

Le couple quitte le patinage amateur après la conquête d'un quatrième titre mondial aux championnats du monde de 1988 à Budapest.
Il est à noter que dès 1983, alors que Natalia Bestemianova n'a pas terminé sa carrière amateur, elle épouse le soviétique Igor Bobrin qui a été champion d'Europe de patinage artistique en 1981.

### Reconversion
Dès 1988 elle travaille dans un Théâtre sur glace en Union soviétique, créé et dirigé par son mari Igor Bobrine depuis 1983.
Au début de l'année 2007, elle est un membre du jury d'un spectacle de danse sur glace sur la chaîne de télévision britannique ITV1.
L'année 2006-2008, elle est membre du jury d'un spectacle de danse sur glace sur la chaîne de télévision russique Rossiya 1.
Elle est lors de la saison 2011-2012 membre du jury de l'émission Coupe des professionnels diffusée sur la chaîne de télévision nationale Pervi Kanal.

## Palmarès
| Compétitions principales        | 1978    | 1979    | 1980    | 1981    | 1982    | 1983    | 1984    | 1985    | 1986    | 1987    | 1988    |  |  |  |
| Jeux olympiques d'hiver         |         |         | 8e      |         |         |         | 2e      |         |         |         | 1re     |  |  |  |
| Championnats du monde           |         | 10e     |         | 3e      | 2e      | 2e      | 2e      | 1re     | 1re     | 1re     | 1re     |  |  |  |
| Championnats d’Europe           |         |         | 6e      | 4e      | 2e      | 1re     | 2e      | 1re     | 1re     | 1re     | 1re     |  |  |  |
| Championnats d'Union soviétique | 3e      | F       | 2e      | 3e      | 1re     | 1re     | F       | 2e      | F       | 1re     | F       |  |  |  |
|                                 |         |         |         |         |         |         |         |         |         |         |         |  |  |  |
| Autres compétitions             | 1977/78 | 1978/79 | 1979/80 | 1980/81 | 1981/82 | 1982/83 | 1983/84 | 1984/85 | 1985/86 | 1986/87 | 1987/88 |  |  |  |
| Skate America                   |         |         | 2e      |         |         |         |         |         |         |         |         |  |  |  |
| Moscou Skate                    |         | 4e      | 2e      | 3e      | 1re     | 1re     | 1re     | 2e      | 1re     |         |         |  |  |  |
| Trophée NHK                     |         |         |         |         |         |         |         |         |         | 1re     | 1re     |  |  |  |
| Légende : F = Forfait           |         |         |         |         |         |         |         |         |         |         |         |  |  |  |